# St. Maria Magdalena (Effeln)

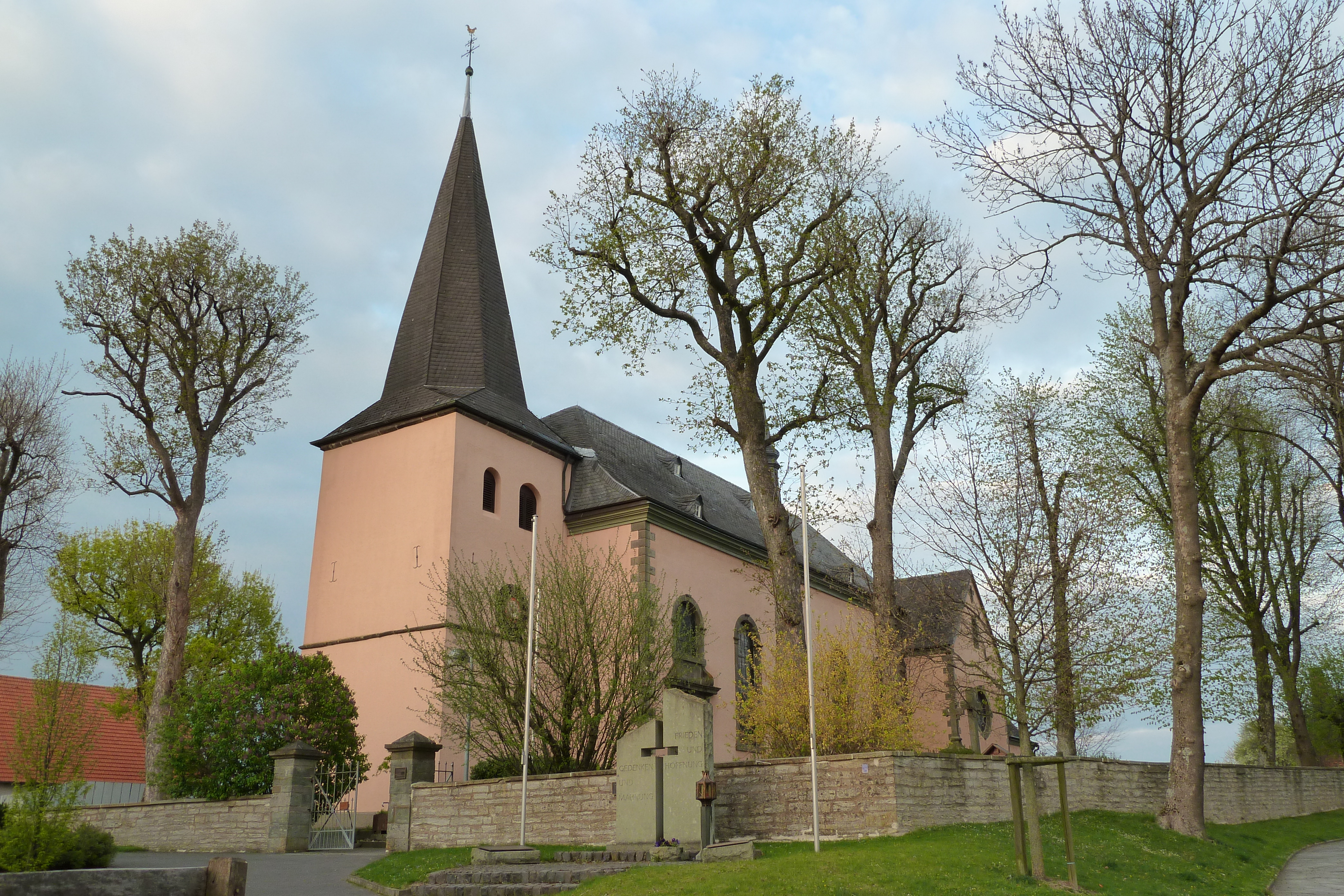
St. Maria-Magdalena

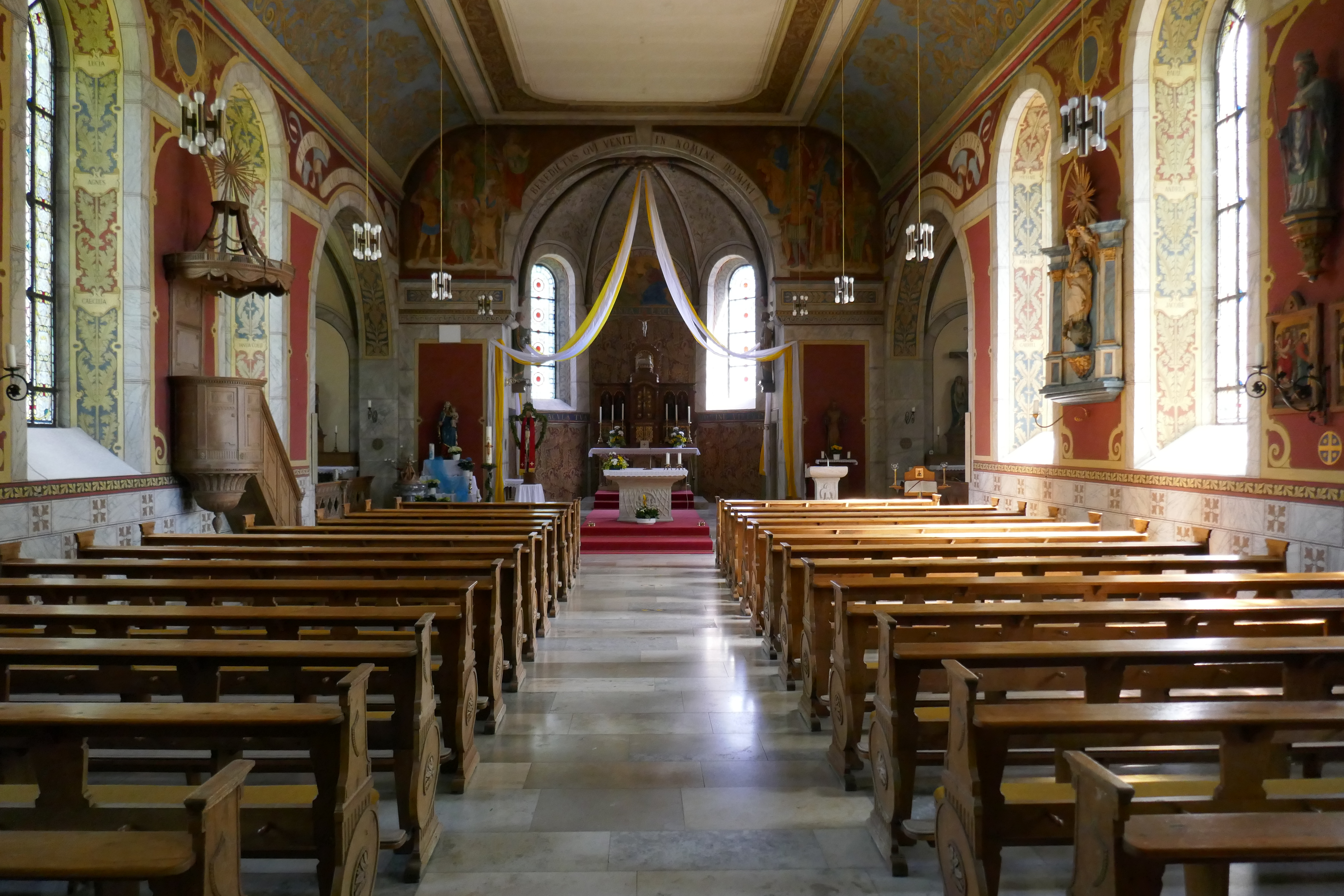
Innenansicht

Die katholische Pfarrkirche St. Maria-Magdalena ist ein denkmalgeschütztes Kirchengebäude in Effeln, einem Ortsteil der Gemeinde Anröchte im Kreis Soest, in Nordrhein-Westfalen.

## Geschichte und Architektur
Das Turmuntergeschoß stammt aus dem 13. Jahrhundert, die anschließende Saalkirche mit den querschiffartigen Anbauten von 1816. Chor und Sakristei wurden 1894 angebaut.

## Ausstattung
- Kanzel, Orgel und Kirchenbänke im Empirestil
- Immaculata vom 18. Jahrhundert,  von Engeln gekrönt, auf einer Wappenkonsole[1]
- Im Turm ein dreistimmiges Gussstahlgeläut aus dem Jahre 1960, gestimmt auf fis'-a'-h'.

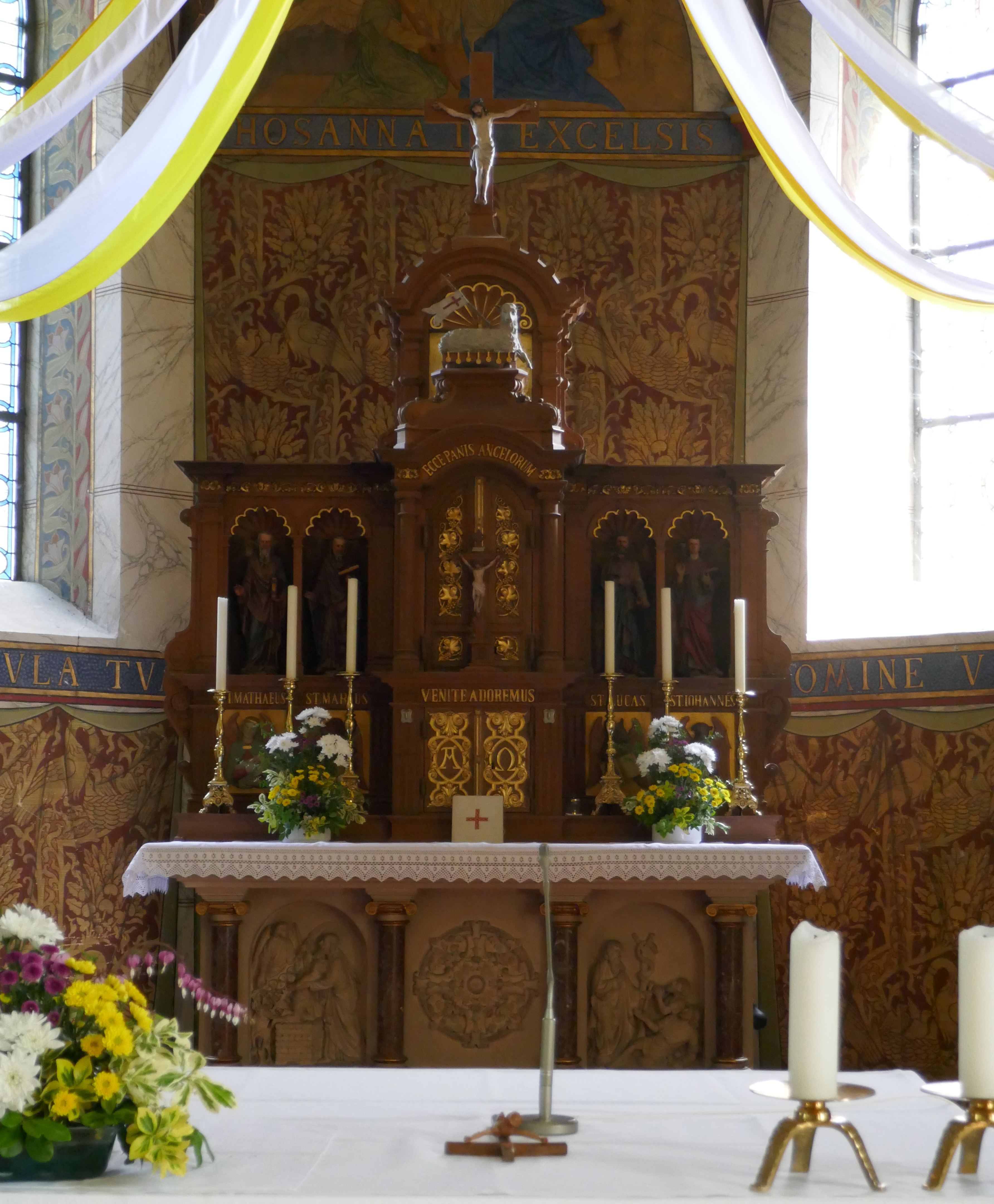
Hauptaltar
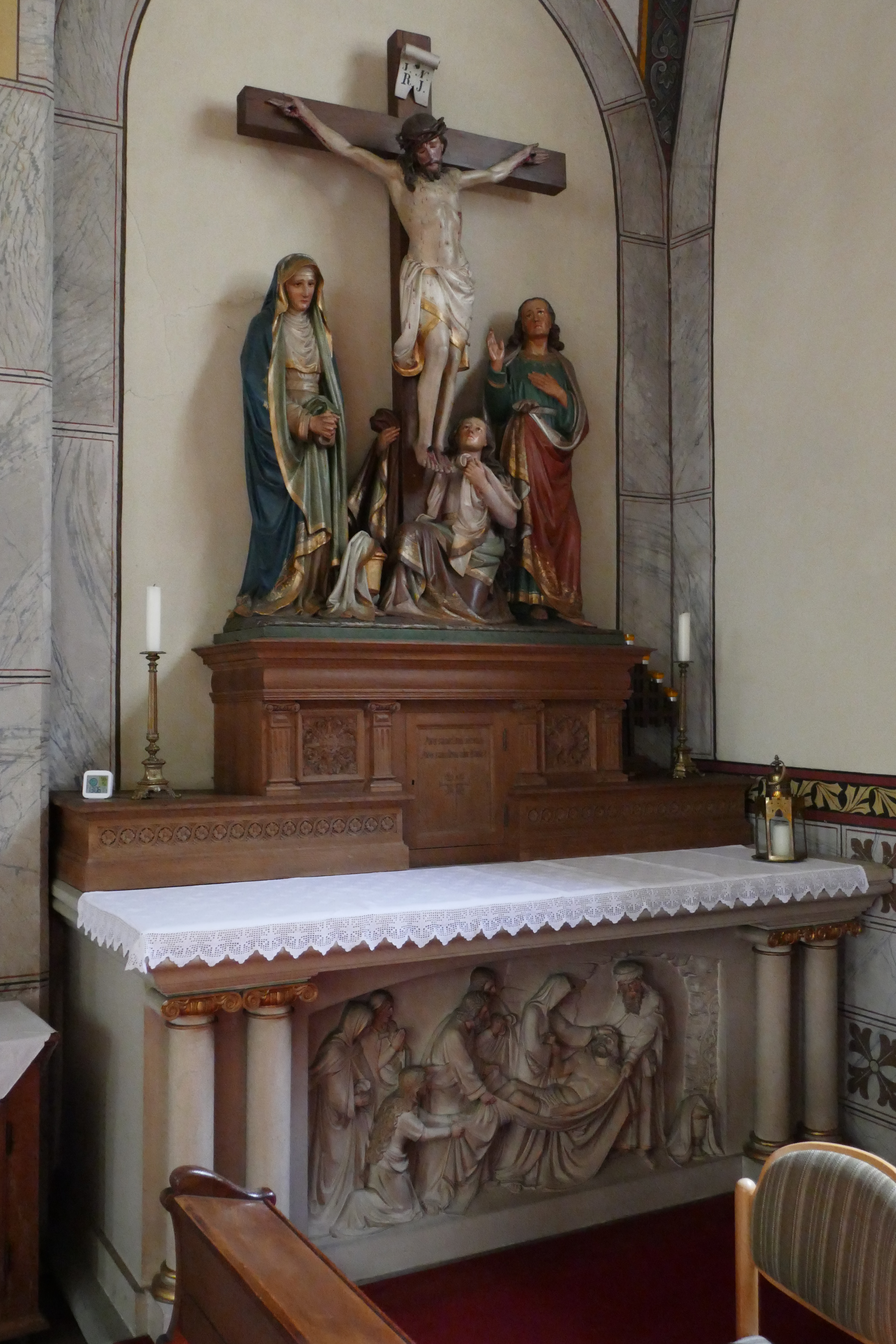
Rechter Seitenaltar
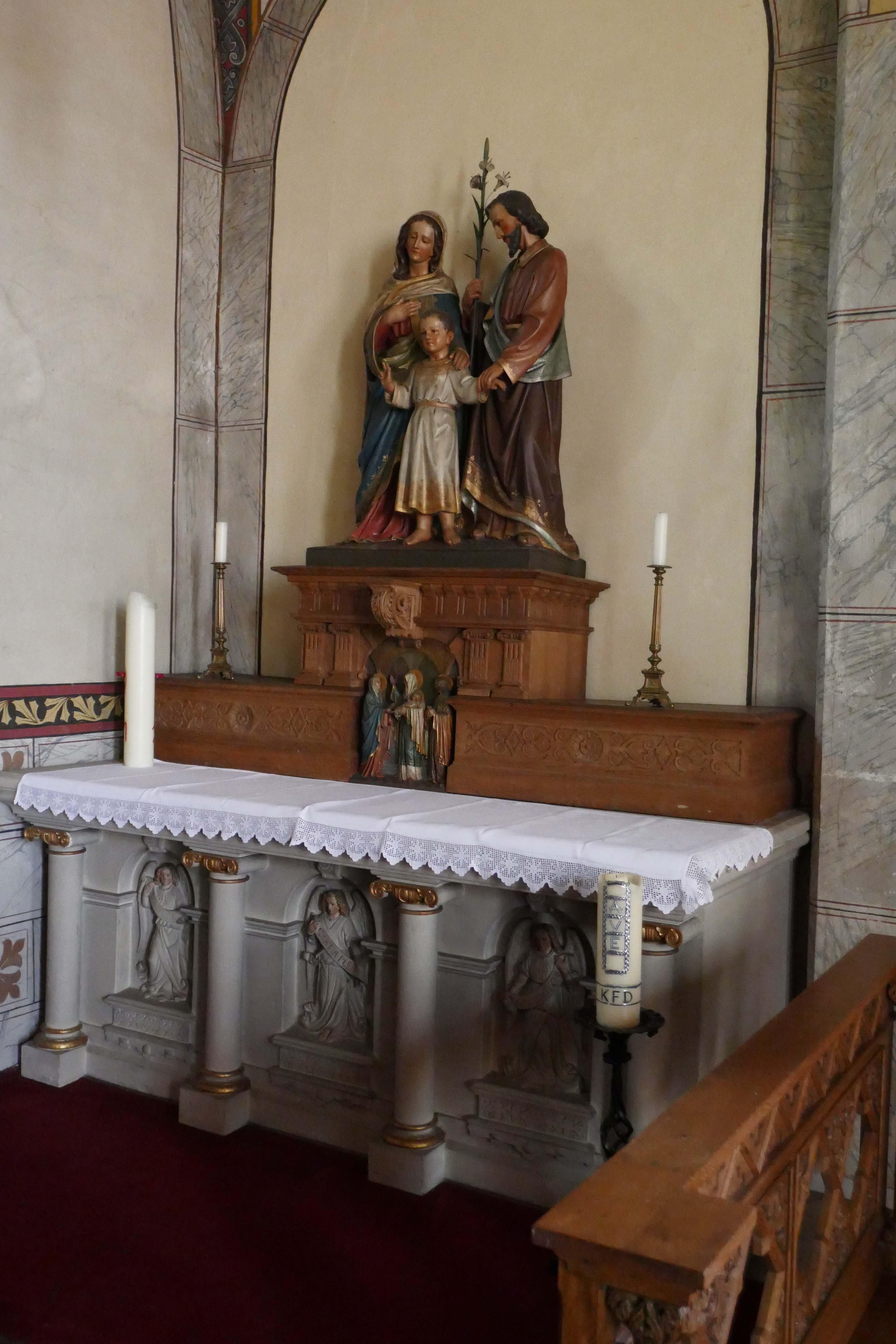
Linker Seitenaltar
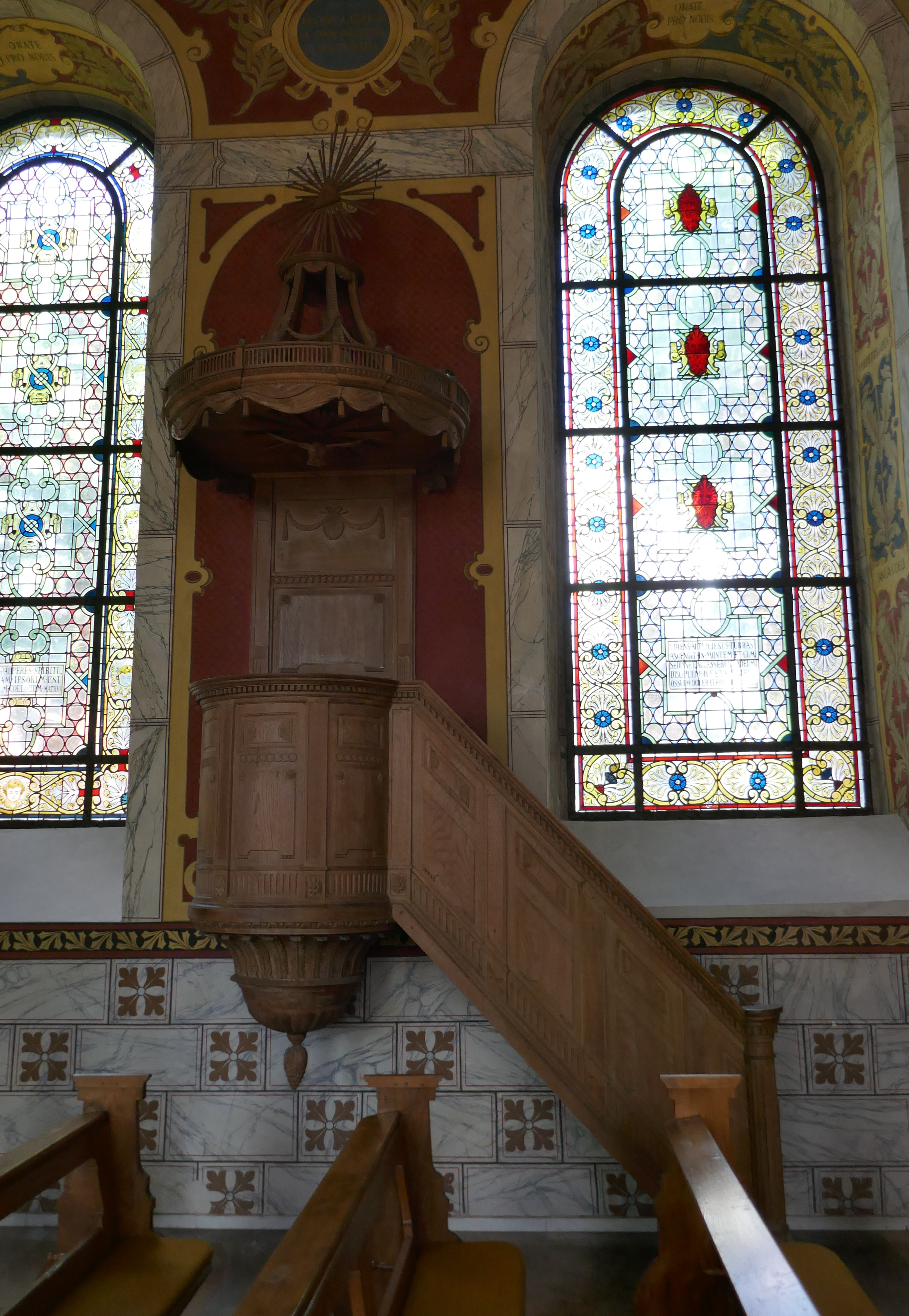
Kanzel
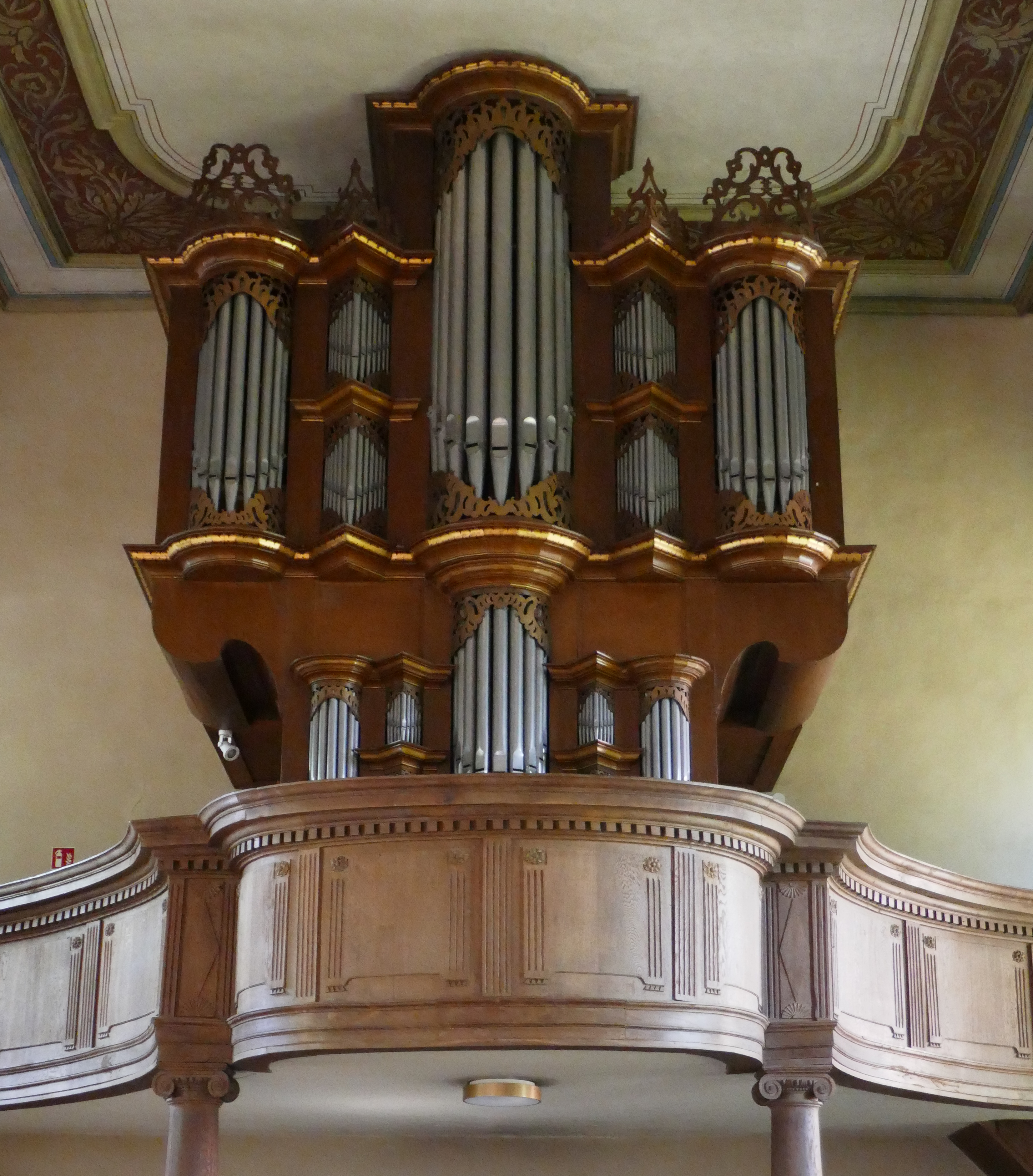
Orgel